# タンゴ (1993年の映画)
『タンゴ』（Tango）は、1993年のフランスのコメディ映画。パトリス・ルコント監督・脚本、フィリップ・ノワレ、リシャール・ボーランジェ、ティエリー・レルミット、キャロル・ブーケ、ジャン・ロシュフォール、ミュウ＝ミュウ、ジュディット・ゴドレーシュ出演。

## ストーリー
自己中心的なパイロットのヴァンサンは、傍若無人な振る舞いを繰り返していた。ヴァンサンの妻エレーヌは、彼が飛行する時間を狙ってマリアノ・エスコバルと肉体関係を持っていた。それに感づいたヴァンサンは罠を仕掛け、家から出てきたマリアノを車で追いかける。そして小型機に乗り込んだヴァンサンは、車で逃げるマリアノを追い詰めて事故死させる。その後彼は、浮気をしたエレーヌを結婚記念日の贈り物として小型機での飛行に誘い、あらかじめベルトにハサミを入れておいた席に座らせる。ヴァンサンは上空で背面飛行し、わざと彼女を落下させ亡き者にする。しかしその裁判の判事フランソワが手を回し、ヴァンサンを無罪にしたため彼は釈放される。
一方多くの女性と浮気をしていたポールは、愛想を尽かされた妻のマリーに浮気返しをされた上に、別れを切り出されて家を出て行かれてしまう。それから一ヶ月経ったある日、頭からマリーのことが離れないポールは友人で独身主義者のフランソワの家を訪れ、いっそ彼女が死んでくれたらいいと彼に話す。するとそれを聞いたフランソワは、無罪放免にしたヴァンサンのところに行きマリーの殺人を依頼する。ヴァンサンが拒否すると、フランソワは裁判の話を持ち出してこの日のために自由にしたことを伝え、その証拠を持っていると彼を脅して依頼を受けさせる。そしてレストランに食事をしに来た3人が周りの既婚者を観察していると、突然女性が夫をピストルで撃ち殺した。3人は彼女を連れて逃げ出し、マリーの殺人計画にその女性マドレーヌを参加させることにする。マドレーヌに惹かれるヴァンサンだが、彼女が売り子になりたいことを知った3人は残念に思いながら彼女と別れる。彼らはその足でマリーの実家に向かうがそこに彼女はおらず、母親からアフリカで国境なき医師団に参加していると知らされる。

## キャスト
| 役名                 | 俳優                       | 日本語吹替 |
| -------------------- | -------------------------- | ---------- |
| フランソワ（伊達男） | フィリップ・ノワレ         |            |
| ヴァンサン           | リシャール・ボーランジェ   | 小林清志   |
| ポール               | ティエリー・レルミット     | 安原義人   |
| 女性客               | キャロル・ブーケ           |            |
| ベルホップ           | ジャン・ロシュフォール     | 加藤精三   |
| マリー               | ミュウ＝ミュウ             | 松岡洋子   |
| マドレーヌ           | ジュディット・ゴドレーシュ | 勝生真沙子 |
| エレーヌ             | ミシェル・ラロック         | 此島愛子   |
| マリアノ・エスコバル | マキシム・ルロー           | 江原正士   |
| ルフォー             | ジャン・ベンギーギ         | 辻親八     |
| ウェイター           | ティッキー・オルガド       | 中田和宏   |
| 飛行機の女性         | エロディ・ブシェーズ       |            |

- 日本語吹替：VHS版（DVD未収録）

## スタッフ
- 監督・脚本：パトリス・ルコント
- 製作：アンリ・ブリシェッティ
- 撮影監督：エドゥアルド・セラ
- プロダクションデザイナー：イヴァン・モシオン（フランス語版）
- 編集：ジュヌヴィエーヴ・ウィンディング（フランス語版）
- 衣裳デザイン：セシル・マグナン
- 音楽：アンジェリーク・ナション、ジャン＝クロード・ナション Jean-Claude et Angélique Nachon
- 日本語字幕：寺尾次郎